# 23e cérémonie des David di Donatello
La 23e cérémonie des David di Donatello s'est déroulée le 1er juillet 1978 sur la Piazzale Michelangelo à Florence. 

## Palmarès
- Meilleur film :
  - L'Affaire Mori ex æquo avec
  - Au nom du pape roi
- Meilleur film étranger :
  - Rencontres du troisième type
- Meilleur acteur :
  - Nino Manfredi pour Au nom du pape roi
- Meilleur acteur étranger :
  - Richard Dreyfuss pour Adieu, je reste
- Meilleure actrice :
  - Mariangela Melato pour Qui a tué le chat ? ex æquo avec
  - Sophia Loren pour Une journée particulière
- Meilleure actrice étrangère :
  - Jane Fonda pour Julia ex æquo avec
  - Simone Signoret pour La Vie devant soi
- Meilleur réalisateur :
  - Ettore Scola pour Une journée particulière
- Meilleur réalisateur étranger :
  - Herbert Ross pour Adieu, je reste
  - Ridley Scott pour Les Duellistes
- Meilleur producteur :
  - Franco Committeri pour Au nom du pape roi
- Meilleur musicien :
  - Armando Trovajoli pour La Maîtresse légitime

- David Luchino Visconti
  - Andrzej Wajda

- David Europeo
  - Fred Zinnemann

- David Spécial :
  - Paolo et Vittorio Taviani
  - Mikhaïl Barychnikov
  - Bruno Bozzetto
  - Mosfilm
  - Neil Simon